# Saint-Désert
Saint-Désert település Franciaországban, Saône-et-Loire megyében. Lakosainak száma 898 fő (2022. január 1.). Saint-Désert Granges, Givry, Jambles, Moroges és Rosey községekkel határos.

## Népesség
A település népessége az elmúlt években az alábbi módon változott:
| Lakosok száma | 903  | 873  | 895  | 881  | 889  | 896  | 904  | 902  | 898  |
|               | 2013 | 2015 | 2016 | 2017 | 2018 | 2019 | 2020 | 2021 | 2022 |